# Kang Dong-won
Dans ce nom coréen, le nom de famille, Kang, précède le nom personnel.
Kang Dong-won (hangeul : 강동원 ; hanja : 姜棟元 ; RR : Gang Dong-won ; MR : Kang Tong-wǒn) est un acteur sud-coréen, né le 18 janvier 1981 à Pusan.

## Biographie

### Jeunesse et formation
Kang Dong-won naît le 18 janvier 1981, à Pusan, et grandit à Changwon, dans la Gyeongsang du Sud. Son père, Gang Cheol-woo, était ingénieur avant de devenir vice-président de SPP Heavy Industries. Il obtient un quotient intellectuel de 137, et rentre à l'université de Hanyang, d'où il sort diplômé en génie mécanique.

## Filmographie

### Cinéma

#### Longs métrages
- 2004 : Geunyeoleul midji maseyo (그녀를 믿지 마세요) de Bae Hyeong-joon
- 2004 : Neundaeeui Yoohok (늑대의 유혹) de Kim Tae-gyoon
- 2005 : Duelist (형사) de Lee Myeong-se
- 2006 : Woorideuleui Haengbokhan Sigan (우리들의 행복한 시간) de Song Hae-seong
- 2007 : Geunom Moksori (그놈 목소리) de Park Jin-pyo (voix)
- 2007 : M (엠) de Lee Myeong-se : Min-woo
- 2009 : Woochi, le magicien des temps modernes (전우치) de Choi Dong-hoon : Jeon Woo-chi
- 2010 : The Secret Reunion (의형제) de Jang Hoon : Song Ji-won
- 2010 : Haunters (초능력자) de Kim Min-suk : Cho-in
- 2014 : Kundo (군도:민란의 시대) de Yoon Jong-bin : Jo-yoon
- 2014 : Dugeundugeunnae insaeng (두근두근 내 인생) de Lee Jae-yong : Dae-soo
- 2015 : The Priests (검은 사제들) de Jang Jae-hyeon : Deacon Choi
- 2016 : Geomsaoejeon (검사외전) de Lee Il-hyeong : Han Chi-won
- 2016 : Vanishing Time (택시 가려진 시간) de Eom Tae-hwa : Seong-min, adulte
- 2016 : Maseuteo (마스터) de Cho Ui-seok : Kim Jae-myeong
- 2017 : 1987: When the Day Comes (1987) de Jang Joon-hwan : Lee Han-yeol
- 2018 : Golden Slumber (골든 슬럼버) de Noh Dong-seok : Kim Gun-woo
- 2018 : Illang : La Brigade des loups (인랑) de Kim Jee-woon : Im Joong-kyeong
- 2020 : Peninsula (부산행) de Yeon Sang-ho : Jeong-seok
- 2022 : Les Bonnes Étoiles (브로커) de Hirokazu Kore-eda : Dong soo
- 2024 : Soulèvement (전,란) de Kim Sang-man ; Cheon-yeong
- 2025 : Dark Nuns (검은 수녀들) de Kwon Hyeok-jae : le diacre Choi

#### Court métrage
- 2013 : The X (더 엑스) de Kim Jee-woon : X

### Télévision

#### Séries télévisées
- 2003 : Wipoongdangdang geunyeo (위풍당당 그녀) : Min Ji-hoon
- 2003 : 1% eo-ddeon keot (1%의 어떤 것) : Lee Jae-int
- 2004 : Mae-jik (매직) : Cha Kang-jae

## Distinctions

### Récompenses
- MBC Drama Awards 2003 : meilleur nouvel acteur  dans 1% eo-ddeon keot
- Baeksang Arts Awards 2004 : prix de popularité pour Geunyeoleul midji maseyo
- Blue Dragon Film Awards 2004 : prix d'acteur populaire pour Neundaeeui Yoohok
- Korean Film Awards 2004 : meilleur nouvel acteur dans Neundaeeui Yoohok
- Director's Cut Awards 2004 : meilleur nouvel acteur dans Geunyeoleul midji maseyo
- Baeksang Arts Awards 2005 : prix de popularité pour Duelist
- Blue Dragon Film Awards 2005 : prix d'acteur populaire pour Duelist
- Korean Association of Film Critics Awards 2010 : meilleur acteur dans The Secret Reunion